# Raqqa
Raqqa eller  al-Raqqa (arabisk: الرقة) er de jure en by i det nordlige Syrien beliggende ved Eufrats nordlige bred omkring 160 km øst for Aleppo. Byen er hovedby i den syriske provins af samme navn. Raqqa havde 220.488 indbyggere i 2004.
Byen blev erobret fra syriske regeringsstyrker i marts 2013 af oprørere og i juni 2013 erklærede Islamisk Stat, at klager kunne indgives til deres hovedkvarterer i Raqqa. I 2017 fik Syriens Demokratiske Styrker fuld kontrol over byen.
Raqqa var hovedstad i Abbaside-kalifatet i år 796-809 i kalif Harun al-Rashid regeringstid.